# Brackenridgea zanguebarica
Brackenridgea zanguebarica là một loài thực vật có hoa trong họ Ochnaceae. Loài này được Oliv. mô tả khoa học đầu tiên năm 1871.